# Lapangan Terbang Ipi
Lapangan Terbang Ipi (engelska: H. Hasan Aroeboesman Airport, Isi Airport, Ende Airport) är en flygplats i Indonesien.   Den ligger i provinsen Nusa Tenggara Timur, i den södra delen av landet, 1 700 km öster om huvudstaden Jakarta. Lapangan Terbang Ipi ligger 13 meter över havet.
Terrängen runt Lapangan Terbang Ipi är varierad. Havet är nära Lapangan Terbang Ipi söderut. Runt Lapangan Terbang Ipi är det ganska tätbefolkat, med 124 invånare per kvadratkilometer. Närmaste större samhälle är Ende, 0,65 km norr om Lapangan Terbang Ipi. I omgivningarna runt Lapangan Terbang Ipi växer i huvudsak städsegrön lövskog.